# Íslandsbanki
 (mai 2022).
Si vous disposez d'ouvrages ou d'articles de référence ou si vous connaissez des sites web de qualité traitant du thème abordé ici, merci de compléter l'article en donnant les références utiles à sa vérifiabilité et en les liant à la section « Notes et références ».
Íslandsbanki (« Banque d'Islande ») est une banque islandaise dirigée par Birna Einarsdóttir depuis 2008. Offrant des services complets aux particuliers et aux professionnels, elle comprend trois divisions commerciales principales : Personal Banking, Business Banking et Corporate & Investment Banking. 
Le 20 février 2009, à la suite de la crise financière, la banque Glitnir reprit son ancien nom Íslandsbanki.